# Habis al-Majali
Hābis al-Majālī (in arabo ﺣﺎﺑﺲ ﺍﻟﻤﺠﺎﻟﻲ‎?; Ma'an, 1914 – Al-Karak, 22 aprile 2001) è stato un generale e politico giordano.

## Biografia
Ufficiale della Legione araba, fu protagonista della vittoria di Laṭrūn e Bāb al-Wād nel 1948.
 
Guardia del corpo di re ʿAbd Allāh I di Giordania, fu promosso fino al grado di feldmaresciallo e divenne capo di stato maggiore per tutto il periodo 1958-1975, coordinando la repressione delle attività armate palestinesi sul suolo giordano (Settembre nero).
Fu ministro della Difesa (1967-1968) e infine senatore (1981-2001).